# ولیکو مرشیچ
ولیکو مرشیچ (کرواتی: Veljko Mršić؛ زادهٔ ۱۳ آوریل ۱۹۷۱) بازیکن سابق و مربی بسکتبال اهل کرواسی است.
از باشگاه‌هایی که در آن بازی کرده‌است می‌توان به باشگاه بسکتبال مالاگا، باشگاه بسکتبال المپیاکوس، سیبونا زاگرب، المپیا میلان، باشگاه بسکتبال پالاسانسترو وارزه، و باشگاه بسکتبال اسپلیت اشاره کرد.
وی در مسابقات کشوری و بین‌المللی در مجموع برندهٔ ۳ مدال برنز شده‌است.